# Gordon Cormier
Gordon Cormier (Vancouver, 8 ottobre 2009) è un attore canadese, noto per il ruolo di Aang nella serie televisiva Avatar - La leggenda di Aang.

## Filmografia

### Televisione
- Get Shorty – serie TV, episodio 3x01 (2019)
- A Christmas Miracle, regia di Tibor Takács – film TV (2019)
- Lost in Space – serie TV, episodio 2x10 (2019)
- The Stand – miniserie TV (2020-2021)
- Two Sentence Horror Stories – serie TV, episodio 3x04 (2021)
- Avatar - La leggenda di Aang (Avatar: The Last Airbender) – serie TV (2024-in corso)

## Doppiatori italiani
Nelle versioni in italiano delle opere in cui ha recitato, Gordon Cormier è stato doppiato da:
- Davide Doviziani in Avatar - La leggenda di Aang